# Miguel Busquets
Miguel Busquets Terrasa (15 de octubre de 1920 – 24 de diciembre de 2002) fue un futbolista chileno. Jugaba de centrocampista. Su principal equipo fue Universidad de Chile de la Primera División de Chile.

## Trayectoria
Miguel Busquets Terrasa nació el 15 de octubre de 1920. Habiendo entrado a estudiar a la Universidad de Chile, se formó profesionalmente como futbolista en Unión Española, hasta que en 1940, a la edad de 20 años, fue traspasado a la «U», en virtud del Decreto 230 de la casa de estudios, que obligaba a los estudiantes a defender la casaca universitaria.
En su primera temporada en Universidad de Chile, fue parte del plantel campeón del torneo oficial de 1940, habiendo disputado 7 de los 18 partidos de la campaña.
Su primer gol a nivel profesional tuvo lugar el 20 de junio de 1943, en el Estadio de Carabineros, en una derrota de 2-4 ante Magallanes.
Busquets jugó en forma continua en Universidad de Chile hasta 1952, habiendo disputado un total de 203 partidos y habiendo anotado 15 goles. A mediados de esa temporada, se retiró como futbolista y asumió la dirección técnica de la «U» en forma interina, en reemplazo de Alejandro Scopelli, que partió repentinamente tras una oferta del R. C. D. Español.

## Selección nacional
Fue internacional con la selección de fútbol de Chile entre los años 1945 y 1950, registrando un total de 18 partidos jugados.   Debutó intercionalmente el 24 de enero de 1945, en el Estadio Nacional de Santiago ante la Bolivia. durante el desarrollo del Campeonato Sudamericano de ese año.
Fue convocado para participar en la Copa Mundial de Fútbol de 1950. En el recuerdo mundialista está clasificado como uno de los jugadores más regulares, calificación que es respaldada por haber actuado en los tres partidos que seleccionado chileno jugó en ese torneo.
Es reconocido, junto a Miguel Flores —quien no sumó minutos en cancha—, como el primer jugador en activo de Universidad de Chile en haber jugado una copa mundial.

## Estadísticas

### Clubes
| Unión Española · Chile |               |               |     |    |    |    |   |     |     |    |      |      |
| 1ª | 1939          | 0             | 0   | -  | -  | -  | - | 0   | 0   | -  | 0    |      |
| Total club | Total club    | 0             | 0   | -  | -  | -  | - | 0   | 0   | -  | 0    |      |
| Universidad de Chile · Chile |               |               |     |    |    |    |   |     |     |    |      |      |
| 1ª | 1940          | 7             | 0   | -  | -  | -  | - | 7   | 0   | -  | 0    |      |
| 1ª | 1941          | 18            | 0   | -  | 1  | 0  | - | 19  | 0   | -  | 0    |      |
| 1ª | 1942          | 18            | 0   | -  | 4  | 0  | - | 22  | 0   | -  | 0    |      |
| 1ª | 1943          | 14            | 2   | -  | 4  | 0  | - | 18  | 2   | -  | 0,1  |      |
| 1ª | 1944          | 10            | 4   | -  | 6  | 0  | - | 16  | 4   | -  | 0,25 |      |
| 1ª | 1945          | 15            | 1   | -  | 0  | 0  | - | 15  | 1   | -  | 0,07 |      |
| 1ª | 1946          | 15            | 1   | -  | -  | -  | - | 15  | 1   | -  | 0,07 |      |
| 1ª | 1947          | 8             | 2   | -  | 2  | 0  | - | 10  | 2   | -  | 0,2  |      |
| 1ª | 1948          | 12            | 2   | -  | -  | -  | - | 12  | 2   | -  | 0,17 |      |
| 1ª | 1949          | 9             | 0   | -  | 0  | 0  | - | 9   | 0   | -  | 0    |      |
| 1ª | 1950          | 11            | 3   | -  | 0  | 0  | - | 11  | 3   | -  | 0,27 |      |
| 1ª | 1951          | 21            | 0   | -  | -  | -  | - | 21  | 0   | -  | 0    |      |
| 1ª | 1952          | 28            | 0   | -  | -  | -  | - | 28  | 0   | -  | 0    |      |
| Total club | Total club    | 186           | 15  | -  | 17 | 0  | - | 203 | 15  | -  | 0,07 |      |
| Total carrera | Total carrera | Total carrera | 186 | 15 | -  | 17 | 0 | -   | 203 | 15 | -    | 0,07 |
| (1) Incluye datos del Campeonato de Apertura de Chile (1941-1942, 1947 y 1949-1950) y del Campeonato de Campeones de Chile (1943-1945). (2) No incluye goles en partidos amistosos. |               |               |     |    |    |    |   |     |     |    |      |      |

### Selecciones

#### Participaciones en fases finales
| Competición                    | Categoría                    | Sede   | Resultado    | Partidos | Goles |
| ------------------------------ | ---------------------------- | ------ | ------------ | -------- | ----- |
| Copa Mundial de Fútbol de 1950 | Selección de fútbol de Chile | Brasil | Primera fase | 3        | 0     |
| Total                          | –                            | –      | –            | 3        | 0     |

## Palmarés

### Títulos nacionales
| Título           | Club                 | País  | Año  |
| ---------------- | -------------------- | ----- | ---- |
| Primera División | Universidad de Chile | Chile | 1940 |